# Ephemeridae
Ephemeridae è una famiglia  di insetti dell'ordine Ephemeroptera comprendente circa 150 specie lunghe da 1 a 3,4 cm. Le ali di queste effimere sono di colore chiaro o marroncino; in alcune specie presentano maculature di colore scuro. All'estremità dell'addome sono presenti due o tre lunghe code.

## Ciclo biologico
Le femmine lasciano cadere le uova in acqua. Le ninfe scavano gallerie nella sabbia sul fondo, con l'aiuto di una protuberanza sul capo e di un paio di mandibole dentate. Esse si nutrono principalmente di particelle organiche fini estratte dal fondo sabbioso.

## Distribuzione e habitat
In tutto il mondo, eccetto in Australia, in torrenti, fiumi e laghi.